# Lick
Lick é o terceiro álbum dos Lemonheads e o último com o membro fundador Ben Deily. Foi lançado em 1989 sendo o último álbum do grupo antes de assinarem com a grande gravadora Atlantic. Foi re-lançado como um CD em 1992, com duas faixas bônus.

## História
O album marca uma mudança de estilo da banda, fazendo a transição de um punk rock mais áspero e hardcore para músicas mais suaves, fato que se acentuaria progressivamente a cada álbum posterior da banda.

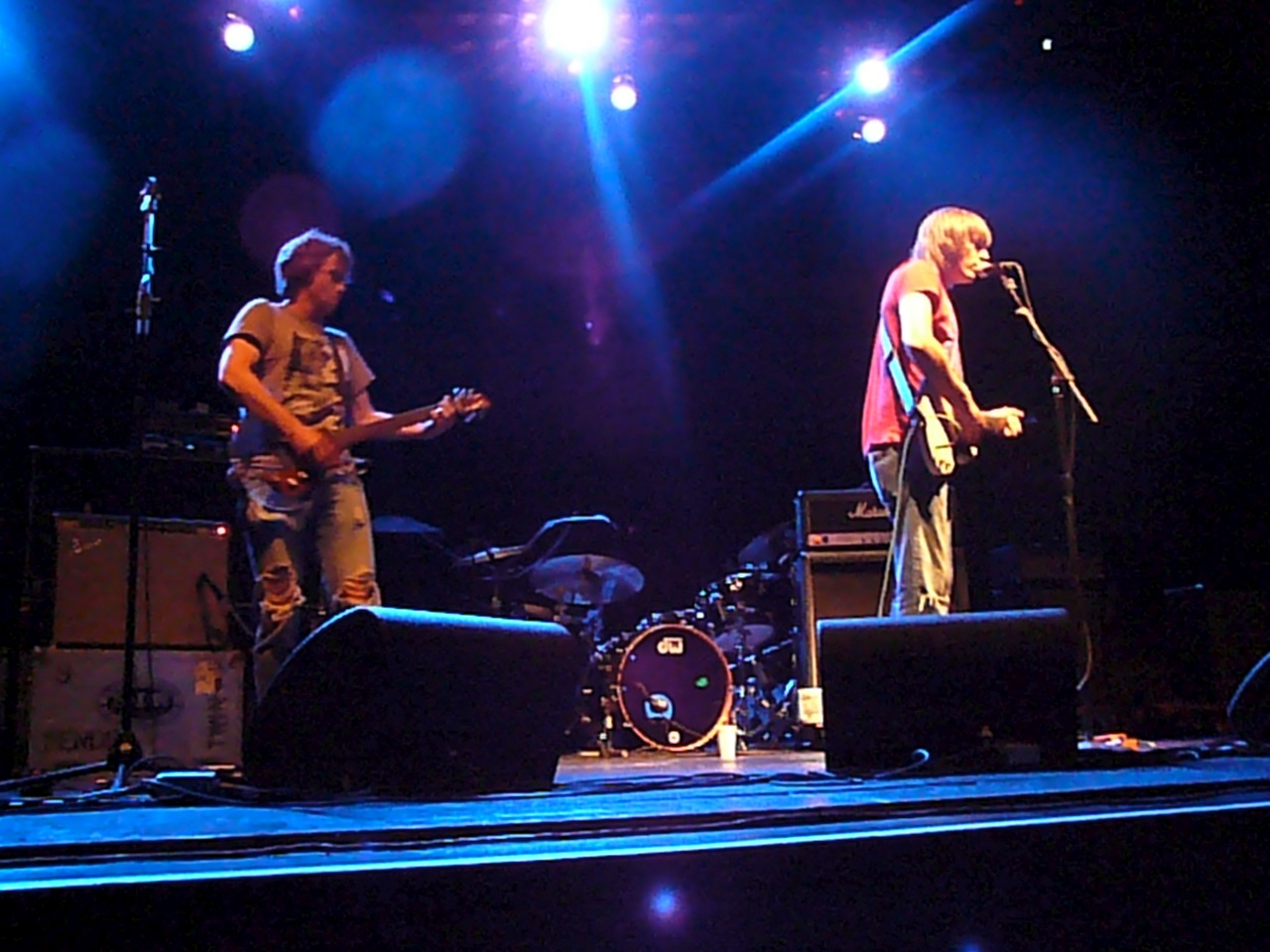
Lemonheads

O disco evidencia as dificuldades da banda em gravar um disco à cada ano (Hate Your Friends e Creator foram lançados em 1987 e 1988, respectivamente). O disco apresenta material novo (Mallo Cup, A Circle of One, 7 Powers, Anyway) e também uma coleção de lados B, regravações e material inédito nunca antes lançado pela banda, incluindo as novas versões de Glad I Don't Know e I Am a Rabbit, do primeiro EP da banda, e da canção Ever, uma música jamais lançada, gravada nas sessões do disco Hate Your Friends. Lick marca um momento de transição, em que a banda atingia "o final do seu começo".
O disco saiu pelo selo Taang, e vendeu em torno de 75 mil cópias.
A banda incluiu no álbum uma versão de Luka, de Suzanne Vega, que eles costumavam tocar anteriormente ao vivo, como uma piada. Porém, a MTV americana acolheu o vídeoclip, e a banda começou a tornar-se popular nas paradas de rock alternativo, tendo conquistado a chance de fazerem uma turnê pela Europa. A turnê foi marcada por episódios inusitados resultantes do problema pessoal com drogas do vocalista.

## Recepção
O disco, por sua natureza, parecia ter sido gravado por duas bandas diferentes. Mesmo assim ele foi bem recebido, sobretudo pela presença de Luka, que atraiu as atenções para a banda e pavimentou o caminho para a contratação do grupo por uma grande gravadora (Atlantic Records), o que marcaria uma espécie de recomeço da banda, que alcançaria um sucesso mundial na década de 90, tornando-se o grupo basicamente o trabalho solo do vocalista Evan Dando (" o único Lemonhead ") acompanhado por inúmeros músicos e parceiros de composição, apresentando diversas formações consecutivas. A revista inglesa Q descreve o disco como as semente do sucesso do grupo no mainstream, prestes à emergir.

## Lista de canções
Todas as canções de Evan Dando exceto indicação.
1. "Mallo Cup" – 2:12
2. "Glad I Don't Know" – 1:21
3. "7 Powers"* (Ben Deily) – 2:32
4. "A Circle of One" – 2:49
5. "Cazzo di Ferro" (Corey Loog Brennan/Dando) – 3:45
6. "Anyway" (Deily) – 3:10
7. "Luka" (Suzanne Vega) – 3:09
8. "Come Back D.A." – 1:54
9. "I Am a Rabbit" (Proud Scum) – 1:46
10. "Sad Girl" – 1:48
11. "Ever" (Deily) – 2:48
12. "Strange" (Mel Tillis/Fred Burch) – 2:57
13. "Mad" – 1:41